# Sùng bái nách

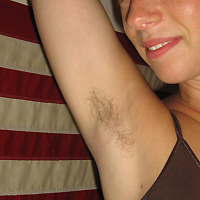
Một số người bị hấp dẫn bởi lông nách phụ nữ và họ không thích phụ nữ cạo lông.

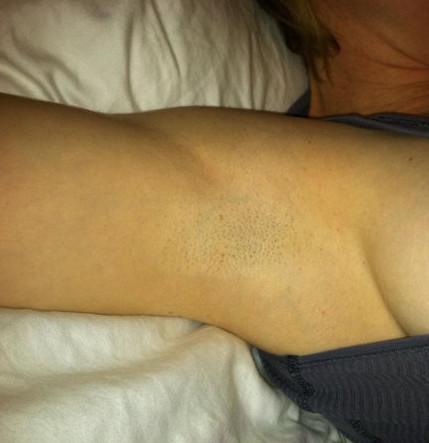
Cạo một ít lông nách thường là xu hướng được nhiều người ưa chuộng ở phụ nữ

Sùng bái nách (còn được gọi là maschalagnia) là một dạng tôn sùng cục bộ trong đó một cá nhân bị hấp dẫn tình dục bởi nách. Điều này có thể dẫn đến chứng hôi nách, hoặc đôi khi giao hợp với nách (hoạt động tình dục với một hoặc cả hai bên nách).

## Mùi cơ thể
Mùi cơ thể tự nhiên là một tác nhân mạnh mẽ trong việc thu hút tình dục, gây ra bởi mùi hăng nồng ở nách. Alex Comfort cho rằng việc một phụ nữ cạo lông nách "đơn giản là hành vi phá hoại ngu dốt", xóa bỏ một công cụ tình dục mạnh mẽ. Ông ca ngợi người Pháp có nhận thức về tình dục tốt hơn vì họ không có văn hóa khử mùi của Mỹ.
Nách, lông nách và chất bài tiết từ nách của phụ nữ được coi là những thành phần thiết yếu tạo nên sự nữ tính của một cô gái. Vẫn còn nhiều tranh cãi về việc liệu đây có phải là tích cực hay tiêu cực không. Havelock Ellis đã tìm thấy bằng chứng cho thấy (trong hoàn cảnh phi tình dục), ngửi nách của chính mình có thể giúp tăng cường năng lượng tạm thời.

## Tôn sùng
Những người có một chút cảm giác tôn sùng nơi vùng nách thường thích hôn, nếm, cù lét và ngửi nách của bạn tình trong khi hai người dạo đầu tình dục. Họ có thể yêu cầu bạn tình không tắm, rửa nách cũng như không dùng chất khử mùi trong một khoảng thời gian.
Sự cân bằng mang tính biểu tượng giữa nách và âm đạo có thể là nền tảng của sự tôn sùng, cũng như mùi hôi giữa hai bộ phận. Tuy nhiên, Sigmund Freud coi dạng sùng bái như vậy chỉ trở thành vấn đề khi những hành động đó thay thế hoàn toàn cho việc giao hợp thông thường.

### Quan hệ tình dục với nách
Alex Comfort nhấn mạnh rằng khi ân ái với nách, việc không dùng dầu bôi trơn có thể ảnh hưởng đến cuống dương vật. Ông cũng cho rằng việc quan hệ tình dục với nách "không phải là một trò bổ ích khác thường nhưng đáng thử nếu bạn thích ý tưởng này".
Tuy nhiên, vài vấn đề có thể phát sinh khi việc quan hệ tình dục với nách trở thành nhu cầu tình dục độc quyền của người đàn ông. Điều này có thể gây ra rối loạn ham muốn tình dục lâu dài ở một cặp vợ chồng.

## Trong văn hóa đại chúng
- Tiểu thuyết gia người Pháp Huysmans đã viết một bài tiểu luận 'Le Gousset' về các mùi khác nhau của thứ mà ông gọi là "hộp gia vị" thực chất là nách phụ nữ.[12]
- Havelock Ellis từng dẫn lời một nhà thơ Trung Quốc viết cho người yêu của mình về "cái nách hôi hám của nàng... cái tổ được tẩm chất thơm".[12]
- Có một câu chuyện dân gian được lưu truyền rộng rãi từ Ohio đến Đông Ấn về việc có một lỗ âm đạo nơi vùng nách.[13]